# Ореджеріто білобровий
Ореджері́то білобровий (Pogonotriccus eximius) — вид горобцеподібних птахів родини тиранових (Tyrannidae). Мешкає в Південній Америці.

## Поширення і екологія
Білоброві ореджеріто мешкають на південному сході Бразилії (від Еспіриту-Санту і Мінас-Жерайсу до півночі Ріу-Гранді-ду-Сул), на сході Парагваю та на північному сході Аргентини (Місьйонес, північний Коррієнтес). Вони живуть в рівнинних і гірських тропічних лісах і на узліссях, а також в хвойних араукарієвих лісах. Зустрічаються переважно на висоті до 600 м над рівнем моря, подекуди на висоті до 1800 м над рівнем моря.

## Збереження
МСОП класифікує стан збереження цього виду як близький до загрозливого. Білоброві ореджеріто є досить поширеним видом в межах свого ареалу, однак їм загрожує знищення природного середовища.